# タンマーム・アフマド・スライマーン
タンマーム・アフマド・スライマーン（アラビア語: تمام أحمد سليمان Tammām Aḥmad Sulaimān、英語: Tammam Ahmad Sulaiman / Tammam Ahmad Suleiman）は、シリアの外交官、大使。2015年より在朝鮮民主主義人民共和国シリア大使を務めている。
2015年1月29日、バッシャール・アサド大統領の大統領令により駐朝大使に任命される。同年3月10日、平壌の万寿台議事堂で最高人民会議常任委員会の金永南委員長に信任状を捧呈した。2016年8月9日、北朝鮮とシリアの外交関係開設50周年を記念して平壌市内の千里馬（チョンリマ）文化会館で連帯集会が開催されたが、スライマーン大使はこの集会に対外文化連絡委員会の金貞淑（キム・ジョンスク）委員長と共に参加している。
2019年10月28日、朝鮮とシリアの先代領袖たちが共同戦線を張った反帝闘争を筆頭とする両国の友好関係発展史を深く解説、論証した研究業績のあるスライマーン大使が、万寿台議事堂に招かれて朝鮮民主主義人民共和国社会政治学博士号を授与された。